# Дурс Грюнбайн
Дурс Грюнбайн (на немски: Durs Grünbein) е германски поет, белетрист, есеист и преводач.

## Биография и творчество
Роден е на 9 октомври 1962 г. в Дрезден. За кратко изучава театрознание в Берлин и сътрудничи на различни списания.
Първата му стихосбирка, която излиза още докато съществува ГДР, е Сива зона сутрин (1988). След падането на Берлинската стена и обединението на Германия през 1990 г. поетът предприема редица пътувания из Европа, Югоизточна Азия и САЩ. Поканен е като гост-лектор в катедрата по германистика на Нюйоркския университет, а също във Вила Орора в Лос Анджелис.
Публикува още стихосбирките Лекция за основата на черепа (1991), Гънки и клопки (1994), На скъпите покойници. 33 епитафии (1994), От лошата страна (1994), След сатирите (1999), Ухото в часовника (2001), Обяснена нощ (2002), епоса в стихове За снега или Декарт в Германия (2003), Порцелан. Поема за гибелта на моя град (2005), Мизантропът в Капри (2005) и Стихотворения I-III (2006). Негови творби са преведени на английски, френски, испански, италиански, руски, японски и други езици. Поетът се установява да живее в Берлин.
Грюнбайн е член на Берлинската академия на изкуствата, на Академията за език и поезия, на Свободната академия на изкуствата в Лайпциг и на Саксонската академия на изкуствата.

## Награди и отличия
- 1989: „Награда Леонс и Лена“ (поощрение)
- 1992: „Бременска литературна награда“ (поощрение)
- 1992: „Марбургска литературна награда“
- 1993: „Награда Николас Борн за поезия“
- 1995: „Награда Петер Хухел“
- 1995: „Награда Георг Бюхнер“
- 2000: Premio Nonino
- 2001: „Шпихер: литературна награда Лойк“
- 2004: „Награда Фридрих Ницше“ на провинция Саксония-Анхалт
- 2005: „Награда Фридрих Хьолдерлин на град Бад Хомбург“
- 2006: „Берлинска литературна награда“
- 2008: Pour le mérite für Wissenschaft und Künste
- 2009/2010: Frankfurter Poetik-Dozentur
- 2009: „Федерален орден за заслуги“ със звезда der Bundesrepublik Deutschland
- 2009: Samuel-Bogumil-Linde-Preis
- 2009: Stipendium der Deutsche Akademie Rom Villa Massimo
- 2012: Tomas-Tranströmer-Preis der schwedischen Stadt Västerås
- 2020: Internationaler Literaturpreis der Zbigniew-Herbert-Stiftung